# Tohru Ukawa

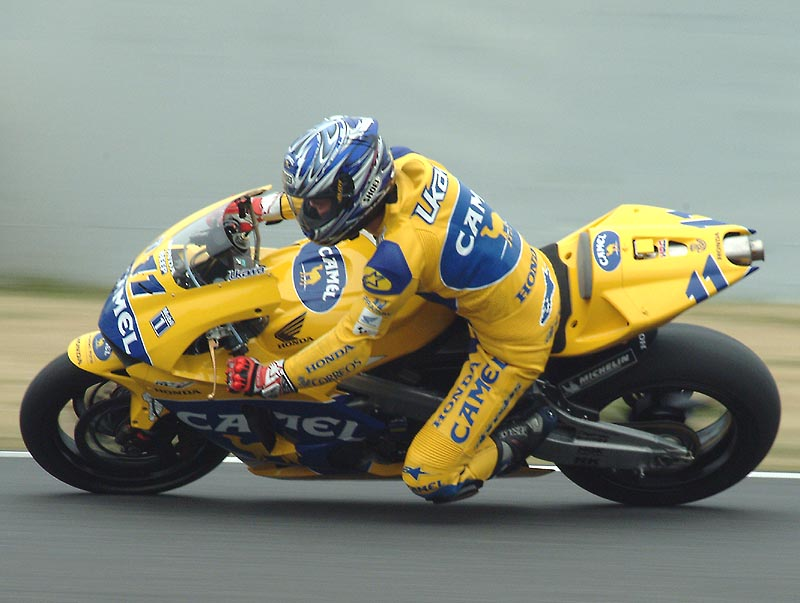
Tohru Ukawa op de Suzuka International Racing Course in 2003.

Tohru Ukawa (Japans: 宇川 徹, Ukawa Tōru) (Chiba, 18 mei 1973) is een Japans motorcoureur.
Ukawa maakte in 1994 met een wildcard zijn debuut in de 250cc-klasse van het wereldkampioenschap wegrace in zijn thuisrace op een Honda, waarin hij direct een derde plaats behaalde. Nadat hij in 1995 met opnieuw een wildcardoptreden in zijn thuisrace uitviel, maakte hij in 1996 zijn fulltime debuut in het kampioenschap, dat hij als vijfde afsloot met een podiumplaats in Imola als hoogtepunt. Ondanks zeven podiumplaatsen in de twee daaropvolgende jaren, duurde het tot de Grand Prix van Frankrijk in 1999 dat hij zijn eerste Grand Prix-zege boekte. Met nog een overwinning in Valencia eindigde hij achter Valentino Rossi als tweede in het kampioenschap. In 2000 behaalde hij nog twee overwinningen in Frankrijk en de TT van Assen, voordat hij in 2001 overstapte naar de 500cc-klasse. Na een redelijk debuutseizoen waarin hij als tiende eindigde, behaalde hij in 2002, waarin de 500cc werd vervangen door de MotoGP, in de tweede race in Zuid-Afrika zijn enige overwinning in de klasse. Omdat hij hierna nog acht podiumplaatsen behaalde, eindigde hij achter Rossi en Max Biaggi als derde in het kampioenschap. In 2003 maakte hij een minder seizoen mee waarin hij niet één keer op het podium stond en in 2004 was hij de testrijder voor Honda, waarvoor hij zijn thuisrace reed met een wildcard. In 2005 reed hij de Grand Prix van China met een wildcard op een Moriwaki en kwam voor Honda opnieuw aan de start van zijn thuisrace als vervanger van de geblesseerde Troy Bayliss.